# Ingrid Thulin
Ingrid Lilian Thulin (27 de janeiro de 1926 - 7 de janeiro de 2004), mais conhecida como Ingrid Thulin ( pronúncia),  foi uma atriz sueca.

## Biografia e carreira
Ingrid era filha de um pescador em Sollefteå, Angermânia (norte da Suécia). Teve aulas de balé e, em 1948, foi admitida na Kungliga Dramatiska Teatern or Dramaten ("Real Teatro Dramático"), em Estocolmo. Trabalhou muitos anos com o cineasta Ingmar Bergman, com quem fez, entre outros filmes,  Luz de Inverno (1962), O Silêncio (1963) e Gritos e Sussurros (1972).
Em 1958, partilhou com outras mulheres do elenco de Nära livet o prêmio de Melhor Atriz no Festival de Cannes; em 1964 recebeu também o Guldbagge Award (pela primeira vez concedido a uma estrangeira) como melhor atriz, por seu desempenho em O Silêncio. Em 1974, foi vencedora do Donatello Awards e indicada ao BAFTA.
Foi casada com Harry Schein — fundador do Instituto de Cinema Sueco — por mais de 30 anos, até se divorciarem, em 1989. Em meados dos anos 1960, foi morar em Paris e, depois, em San Felice Circeo, ao sul de Roma. Sua última residência foi em Sacrofano, para onde se mudou em 1970.
Em 1992, publicou suas memórias ("Någon jag kände", Norstedts Förlag, ISBN 91-1-919472-2).
Vítima de câncer, Ingrid voltou à Suécia para se tratar, mas não resistiu. Morreu 20 dias antes de seu 78º aniversário.

## Prêmios e indicações
Foi nomeada em 1974 ao Bafta de melhor atriz em Gritos e Sussurros. Venceu o Festival de Cannes de melhor atriz em 1958 no filme No limiar da vida. Também por Gritos e Sussuros, em 1974, dividiu o Prêmio David di Donatello com Harriet Andersson, Kari Sylwan e Liv Ullmann. E em 1964 ganhou o Guldbagge Awards, premiação sueca, de melhor atriz por O Silêncio.

## Filmografia selecionada
- Foreign Intrigue (Sheldon Reynolds, 1956)
- Morangos Silvestres (Ingmar Bergman, 1957)
- Os Quatro Cavaleiros do Apocalipse (Vincente Minnelli, 1962)
- Luz de Inverno (Bergman, 1962)
- O Silêncio (Bergman, 1963)
- A Guerra Acabou (Alain Resnais, 1966)
- Vargtimmen (Bergman, 1968)
- La caduta degli dei (Luchino Visconti, 1969)
- Gritos e Sussurros (Bergman, 1972)
- La cage (Pierre Granier-Deferre, 1975)
- Salon Kitty (Tinto Brass, 1975)
- The Cassandra Crossing (1976)
- Efter repetitionen (Bergman, 1984) [TV]
- Il giorno prima (Giuliano Montaldo, 1987)